# قوزلجة (خوي)
قارنجة هي قرية في مقاطعة خوي، إيران. يقدر عدد سكانها بـ 44 نسمة بحسب إحصاء 2016.